# Dennis Severs' House
Dennis Severs' House er et museum, der er indrettet som et "stillebens-drama" af den tidlige ejer Dennis Severs, som en "historisk forestilling" af, hvordan livet har været for en famlien af huguenot-silkevævere. Det er indrettet i et listed georgiansk rækkehus af anden grad i Spitalfields, London, England. Fra 1979 til 1999 boede Dennis Severs i huset, mens han langsom omdannede rummene til tidskapsler fra tidligere århundreder. Det er åbent for offentligheden.
Bygningen ligger på sydsiden af Folgate Street og er opført omkring 1724. Det er et af de rækkehuse (nr. 6-18) der er opført i brune mursten med røde mursten udenover, og består af fire etager og en kælder. Ved fredningen i 1950 blev det beskrevet som havende en malet facade.